# Tracia
Tracia (en búlgaro Тракия, Trakija; en griego Θράκη, Thráki; en turco Trakya) es una región histórica-geográfica del sureste de Europa, en la península de los Balcanes, al norte del mar Egeo, enclavada en Bulgaria, Grecia y la Turquía europea.
En su época, esta región histórica se extendía desde Macedonia hasta el mar Negro y desde el mar Egeo hasta el río Danubio. Ocupa la punta del sureste de la península balcánica y comprende el nordeste de Grecia, el sur de Bulgaria y la zona europea de Turquía. Sus límites han variado en diferentes períodos. Las montañas Ródope separan la Tracia griega de la Tracia búlgara y el río Evros separa la Tracia turca de la griega, denominadas en ocasiones «Tracia occidental» y «Tracia oriental», respectivamente.
Las ciudades principales de la zona son Estambul (antes Constantinopla), Kallipolis, Edirne (antes Adrianópolis) , Tekirdağ y Luleburgaz todas ellas en Turquía. En la zona griega se distinguen Komotini, Xánthi y Alejandrópolis como las ciudades más grandes. En el área búlgara se destacan urbes como Plovdiv, Burgas y Stara Zagora. La región de Tracia es esencialmente agrícola, y en ella se producen tabaco, arroz, trigo, algodón, seda, aceite de oliva y frutas.

## Etimología
La palabra Tracia fue utilizada por primera vez por los griegos para referirse a las tribus tracias, del griego antiguo Thrake (Θρᾴκη),  que desciende de Thrāix (Θρᾷξ). El nombre de Europa se refería primero a Tracia propiamente dicha, antes de que el término se extendiera enormemente para referirse a su concepto moderno. La región podría haber sido nombrada por el principal río de la zona, Hebros, posiblemente del indoeuropeo "río blanco" (lo contrario de Vardar, que significa "río negro"). Según una teoría alternativa, Hebros significa "cabra" en tracio.
En Turquía, se la conoce comúnmente como Rumelia, Tierra de los Romanos, debido a que esta región fue la última parte del Imperio romano de Oriente que fue conquistada por el Imperio otomano.

## Geografía

### Fronteras
Los límites históricos de Tracia han variado. Los antiguos griegos empleaban el término "Tracia" para referirse a todo el territorio que se encontraba al norte de Tesalia habitado por los tracios, una región que "no tenía fronteras definidas" y a la que se añadieron otras regiones (como Macedonia e incluso Escitia). En una antigua fuente griega, la propia Tierra se divide en "Asia, Libia, Europa y Tracia". A medida que los griegos fueron adquiriendo conocimientos de geografía mundial, "Tracia" pasó a designar la zona limitada por el Danubio al norte, por el mar Euxino (mar Negro) al este, por el norte de Macedonia al sur y por Iliria al oeste.
A medida que los griegos fueron adquiriendo conocimientos de geografía mundial, "Tracia" pasó a designar la zona limitada por el Danubio al norte, por el mar Euxino (mar Negro) al este, por el norte de Macedonia al sur y por Iliria al oeste. Esto coincidía en gran medida con el reino Odrisio tracio, cuyas fronteras variaron con el tiempo. Tras la conquista macedonia, la antigua frontera de esta región con Macedonia se desplazó del río Struma al río Mesta. Este uso duró hasta la conquista romana. A partir de entonces, Tracia (clásica) se refirió sólo a la extensión de tierra que cubre en gran medida la misma extensión de espacio que la región geográfica moderna. En su primera época, la Provincia romana de Tracia tenía esta extensión, pero tras las reformas administrativas de finales del siglo III, el territorio de Tracia, muy reducido, se convirtió en las seis pequeñas provincias que constituían la diócesis de Tracia. El Bizantino medieval tema de Tracia sólo contenía lo que hoy es Tracia Oriental.

### Ciudades
Las ciudades más grandes de Tracia son: Estambul, Plovdiv, Çorlu, Tekirdağ, Burgas, Edirne, Stara Zagora, Sliven, Yambol, Haskovo, Komotini, Alexandroupoli, Xanthi y Kırklareli.

## Historia

### Religión
Fue el escenario de uno de los doce trabajos de Hércules, el de las yeguas de Diomedes, en el cual Hércules debía  traerle a su primo Euristeo las yeguas carnívoras del rey Diomedes.
Un rey mítico de Tracia, Tereo, es el arquetipo del violador y el marido cruel en una leyenda popularizada, sobre todo, a través de la versión presentada por Ovidio en Las metamorfosis. Tereo desencadenó la furia y venganza de su esposa Procne, tras violar a su hermana Filomela (o Filomena). Los reyes aseguraban que descendían de Hermes, y el culto a Orfeo era muy importante. Introdujeron en la corriente cultural helena una de las ideas más relevantes de la historia: la que decía que los humanos tienen un alma, y que ésta es eterna, como algo aparte del cuerpo, y les despertó anhelos de inmortalidad. Por eso fueron tan ostentosos en los entierros, mausoleos y tesoros que acompañaban al difunto.

### Historia antigua
Los habitantes pueden ser originarios de varios lugares, sin saberse con certeza. Algunos de los posibles lugares de origen son las islas del mar Egeo (basta nombrar la isla de Samotracia), y las estepas norte del río Danubio.
Aunque los griegos les llamaron bárbaros ("bárbaro" no implica atraso, simplemente traduce —extranjero—), tenían una cultura muy refinada, como demuestran los tesoros arqueológicos Rogozen, Vulchitrun o Letnitsa, entre otros. Los griegos tuvieron muchas relaciones comerciales con ellos, por sus minerales, las rosas, el vino y el castóreo.
Esta zona estuvo habitada, en la antigüedad, por numerosas tribus guerreras de los tracios, que  nunca absorbieron la cultura griega y formaban pequeños reinos separados.
Debido a sus codiciables recursos, los griegos los sometieron hacia el 600 a. C. y los utilizaron en la explotación de las minas de oro y plata del lugar. Eran a menudo reclutados como mercenarios, por su gran eficacia, y por su número. Tenían una gran riqueza, debido a los altos impuestos que imponían los reyes sobre los productos mineros, principal fuente de recursos de los tracios.
Aunque formaban un territorio con religión y costumbres comunes, no estaban del todo cohesionados. El pueblo más fuerte y duradero dentro de los tracios fue el de los odrisios, con Teres, su rey, como unificador de Tracia.
Uno de los personajes más famosos de esta región es el gladiador Espartaco.
Tenían costumbres raras a ojos griegos, como la de que lloraban cuando nacía un niño, por todo lo que tendría que sufrir, y porque hacían bromas y reían cuando enterraban a alguien, porque este no volvería a sufrir, y se dirigiría a una vida feliz y eterna, sin padecer los sufrimientos de la Tierra.
Fueron también los primeros en crear el primer oro trabajado del mundo, en Varna, en el 4500 a. C.
Desde el 512 a. C. hasta el 479 a. C., los tracios fueron dominados por los persas.  Sin embargo, hacia el 431 a. C., Tracia fue unida en un reino por Sitalces, quien colaboró con Atenas en la guerra del Peloponeso. A su muerte, en el 428 a. C., el reino se dividió nuevamente.
Tracia fue anexionada al Imperio romano en el año 46 por el Emperador Claudio. En esta época, las ciudades principales de Tracia eran Sardica (hoy Sofía), Philippopolis (hoy Plovdiv) y Adrianópolis (hoy Edirne). Durante el gobierno romano la zona fue ampliamente beneficiada, pero desde las invasiones bárbaras del siglo III hasta los tiempos modernos, esta zona fue a menudo campo de batalla de diversas disputas. La más famosa de estas batallas, la de Adrianópolis es la del año 378, en la que los visigodos, presionados por los hunos, atravesaron el Danubio y destruyeron allí al ejército del Imperio romano de Oriente, mataron al emperador Valente y se extendieron por los Balcanes saqueando todo a su paso.

### Tracia en la Edad Media
Durante el siglo VII, la parte norte de Tracia pasó a manos búlgaras y la parte sur al Imperio bizantino, pero durante el siglo XIII toda la región formó parte del Segundo Imperio búlgaro, después de un breve período en manos del Imperio latino de Constantinopla.
En 1361, los turcos otomanos conquistaron Adrianópolis (Edirne), y en 1453, después de la caída de Constantinopla, toda Tracia fue parte del Imperio otomano.

### Historia moderna
Tras ser brevemente atribuida casi en su totalidad a Bulgaria en el Tratado de San Stefano en 1878, el norte de Tracia fue anexado por la provincia de Rumelia del Este, entidad búlgara autónoma perteneciente al Imperio otomano. El resto del territorio volvió a control otomano. En 1885 Bulgaria, que se había independizado en 1878, se anexó la provincia de Rumelia, conociéndose desde entonces como Tracia solo a su parte sur, que aún seguía bajo dominio turco.
Después de la primera guerra balcánica (1912-1913), el Imperio otomano cedió el resto de Tracia Occidental y parte de Tracia Oriental a Bulgaria, incluyendo Adrianópolis (Edirne). Pero luego de la segunda guerra balcánica (1913), en la que Bulgaria fue vencida, esta devolvió a los turcos toda Tracia al este del río Maritsa. Durante la Primera Guerra Mundial el reparto de la Tracia Oriental varió ligeramente debido a la entrega por parte del Gobierno de Constantinopla de ciertos pequeños enclaves fronterizos a Bulgaria.
Después de la Primera Guerra Mundial y tras la Conferencia de Paz celebrada en París, Grecia recibió de Bulgaria la Tracia Occidental (Tratado de Neuilly, 1919) y recibiría de Turquía (Tratado de Sèvres, 1920) la Tracia Oriental y la mayoría de las islas del mar Egeo, excepto la zona de los Estrechos (Bósforo y Dardanelos) y (Estambul). Pero los griegos debieron librar duras luchas contra la población y el ejército turco para ocupar el lugar.
El tratado de Sèvres, que nunca entró en vigor, fue reemplazado en 1923 por el Tratado de Lausana, que repuso a Turquía toda la zona de Tracia al este del río Maritsa.
Durante la Segunda Guerra Mundial, Bulgaria ocupó la parte griega de Tracia (1941-1944), pero al finalizar la contienda, se repusieron las fronteras greco-búlgaras de 1919 y greco-turcas de 1923.

## Demografía y religión
La mayoría de la población búlgara y griega son cristianos ortodoxos, mientras que la mayoría de los habitantes turcos de Tracia son musulmanes suníes. 

## Antigua mitología griega
La mitología griega antigua atribuye a los tracios un antepasado mítico Thrax, hijo del dios de la guerra Ares, que residía en Tracia. Los tracios aparecen en la Ilíada de Homero como aliados de Troya, liderados por Acamas y Peiros. Más adelante en la Ilíada, Reso, otro rey tracio, hace su aparición. Ciseo, suegro del anciano troyano Antenor, también aparece como rey tracio.
La Tracia homérica estaba vagamente definida y se extendía desde el río Axios en el oeste hasta el Helesponto y el Mar Negro en el este. El Catálogo de las naves menciona tres contingentes distintos procedentes de Tracia: los tracios, liderados por Acamas y Peiro, desde Aenus; los cicones, liderados por Eufemo, desde el sur de Tracia, cerca de Ismaro; y, desde la ciudad de Sesto, en el lado tracio (norte) del Helesponto, que formaban parte del contingente liderado por Asio. La antigua Tracia estaba habitada por otras muchas tribus, como los edones, los bisaltes, los cicones y los bistones, además de la tribu que Homero llama específicamente los "tracios".
La mitología griega está repleta de reyes tracios, como Diomedes, Tereo, Licurgo, Fineo, Tegirio, Eumolpo, Polimnestor, Poltis y Eagro (padre de Orfeo).
Tracia se menciona en las Metamorfosis de Ovidio, en el episodio de Filomela, Procne y Tereo: Tereo, rey de Tracia, desea a su cuñada Filomela. La secuestra, la mantiene cautiva, la viola y le corta la lengua. Sin embargo, Filomela consigue liberarse. Ella y su hermana, Procne, planean vengarse matando a su hijo Itis (de Tereo) y sirviéndoselo de cena a su padre. Al final del mito, las tres se convierten en aves: Procne, en golondrina; Filomela, en ruiseñor; y Tereo, en abubilla.
La ciudad tracia de Dicea debe su nombre al hijo de Poseidón, Diceo.